# Juan Francisco Meneses
Juan Francisco Meneses Echanes (Santiago, 24 de junio de 1785-Santiago, 25 de diciembre de 1860) fue un sacerdote católico, abogado y político chileno, perteneciente primero al bando realista y luego al pelucón o conservador.

## Primeros años de vida
Fueron sus padres José Ignacio Meneses y Micaela Echanes. Hizo sus estudios de humanidades y filosofía, de cánones y leyes, en el Convictorio Carolino. En la Universidad de San Felipe obtuvo el título de bachiller en cánones y leyes, y posteriormente el grado de doctor en ambas facultades y ciencias el 29 de agosto de 1804. Por su parte, el 31 de agosto del mismo año recibiría el título de abogado de la Real Audiencia.
Contrajo matrimonio en el año 1808 con Carmen Bilbao y tuvieron descendencia.

## Vida pública
Durante la independencia apoyó convencidamente la causa realista. En 1808 fue nombrado secretario del gobernador Francisco García Carrasco, también fue asesor jurídico y de guerra del intendente de Concepción antes de la Independencia, a la cual combatió. En 1812 fue designado como relator del Tribunal de Apelaciones, llegando a ser más tarde ministro de la Corte Suprema. Durante la Reconquista fue trasladado a Santiago a servir también como asesor letrado del gobernador Casimiro Marcó del Pont, posición en que se encontraba cuando ocurrió la batalla de Chacabuco. Tras la victoria patriota en Chacabuco, se dirigió a Lima, donde ejercería la abogacía y fue secretario del virrey.
Tras enviudar, decidió regresar a Santiago, adoptando una nueva forma de vida al ordenarse de sacerdote en 1822. Para esa época ya había abandonado las ideas realistas, prometiéndose servir lealmente a su patria. De inmediato fue nombrado párroco de Santa Rosa de Los Andes. En el ámbito de la enseñanza, fue nombrado rector del Instituto Nacional (1827-1829) y trabajó como docente en la Universidad de Chile. 
El 17 de abril de 1839 el ministro de Justicia, Culto e Instrucción Pública, Mariano Egaña, dictó un Decreto Supremo que declaraba extinguida a la Universidad de San Felipe, y en su lugar creó la Universidad de Chile, pasando los bienes y el claustro a esta última. El último rector de la extinta universidad fue monseñor Juan Francisco Meneses, quien ejerció en dicho posición desde 1830. Tras la fundación de la nueva universidad pasaría a ser su vicerrector, mientras que desde 1846 hasta 1850 serviría como decano de la Facultad de Derecho de la misma universidad.
Durante el período conocido como Organización de la República, fue el principal representante del clero disconforme con el nuevo orden republicano, supliendo al desterrado obispo José Santiago Rodríguez Zorrilla como figura pública de este sector. En tal condición, participó en las conspiraciones que llevaron a la Revolución de 1829, que depuso del gobierno a los liberales, denominados localmente pipiolos.
En 1830 se convirtió en secretario de la Junta de Gobierno instaurada por el triunfante bando conservador. Ese mismo año se desempeñó como ministro de Hacienda, además de ejercer otros cargos públicos, como diputado y senador. En el orden eclesiástico llegó a ser miembro del cabildo eclesiástico y deán de la catedral.

## Homenajes
La mascota de la sociedad de debate de la Facultad de Derecho de la Universidad de Chile (un pájaro disecado comprado a un anticuario alemán), así como la misma sociedad, que centra su actividad en la organización de debates humorísticos, lleva el nombre de «Canónigo Meneses» en honor al canónigo Juan Francisco Meneses.
Dicho homenaje a Meneses, último rector de la confesional Universidad de San Felipe, se daría en el mismo tono de broma en que se desarrollan las actividades de la sociedad. Los fundadores de la misma señalarían sobre el homenaje: «nos pareció un buen chiste ensalzar al sacerdote Juan Francisco Meneses en una universidad con fama de laica, quien además como abogado se las ingenió para pasar de ser uno de los realistas más fervorosos a ser fundamental en las instituciones republicanas».